# BR Piscium

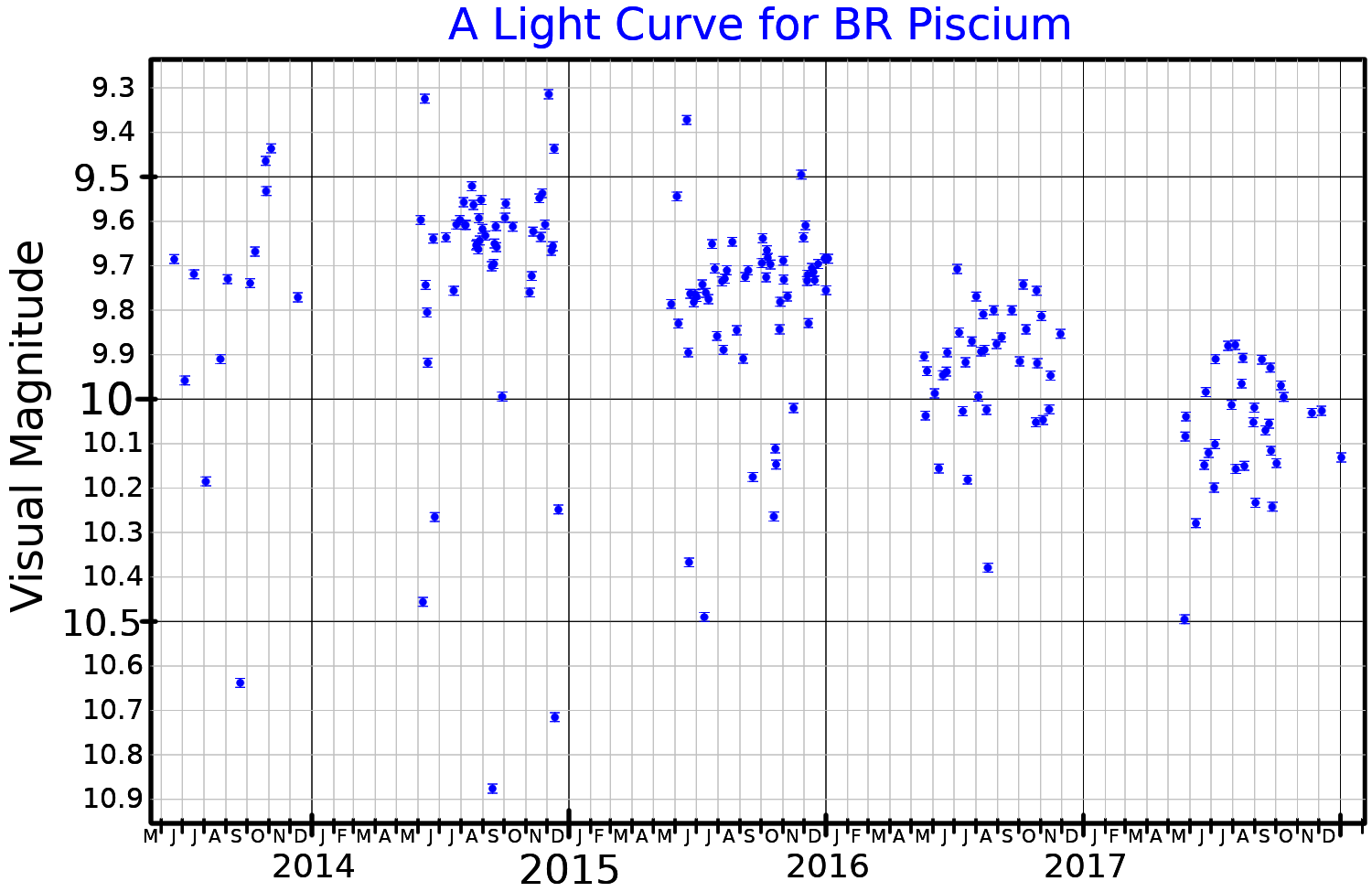
Banda A de luz de BR Piscium.

BR Piscium (BR Psc / GJ 908 / HIP 117473) es una estrella en la constelación de Piscis. Situada a 19,35 años luz de distancia, es una de las 100 estrellas más cercanas al sistema solar.
BR Piscium es una enana roja de magnitud aparente +8,98, demasiado tenue para ser observada a simple vista.
De tipo espectral M1.0V, tiene una temperatura efectiva de 3620 K.
Su masa es aproximadamente la mitad de la del Sol y brilla con una luminosidad bolométrica —que incluye el total de la radiación electromagnética emitida, fundamentalmente como radiación infrarroja— igual al 2,4 % de la luminosidad solar.
Su diámetro es la mitad del que tiene el Sol y gira sobre sí misma con una velocidad de rotación proyectada de 2,25 km/s.
Su período de rotación es igual o inferior a 11,2 días.
La metalicidad de BR Piscium, expresada como la relación entre los contenidos de hierro e hidrógeno, equivale a un 30 % de la solar.
Aparece catalogada como estrella fulgurante en la base de datos SIMBAD y como variable BY Draconis en el General Catalogue of Variable Stars (GCVS).
Las estrellas más cercanas a BR Piscium son GJ 1286 y GJ 1002, también enanas rojas, a 4,7 y 5,3 años luz respectivamente.